# Club Hípico Astur

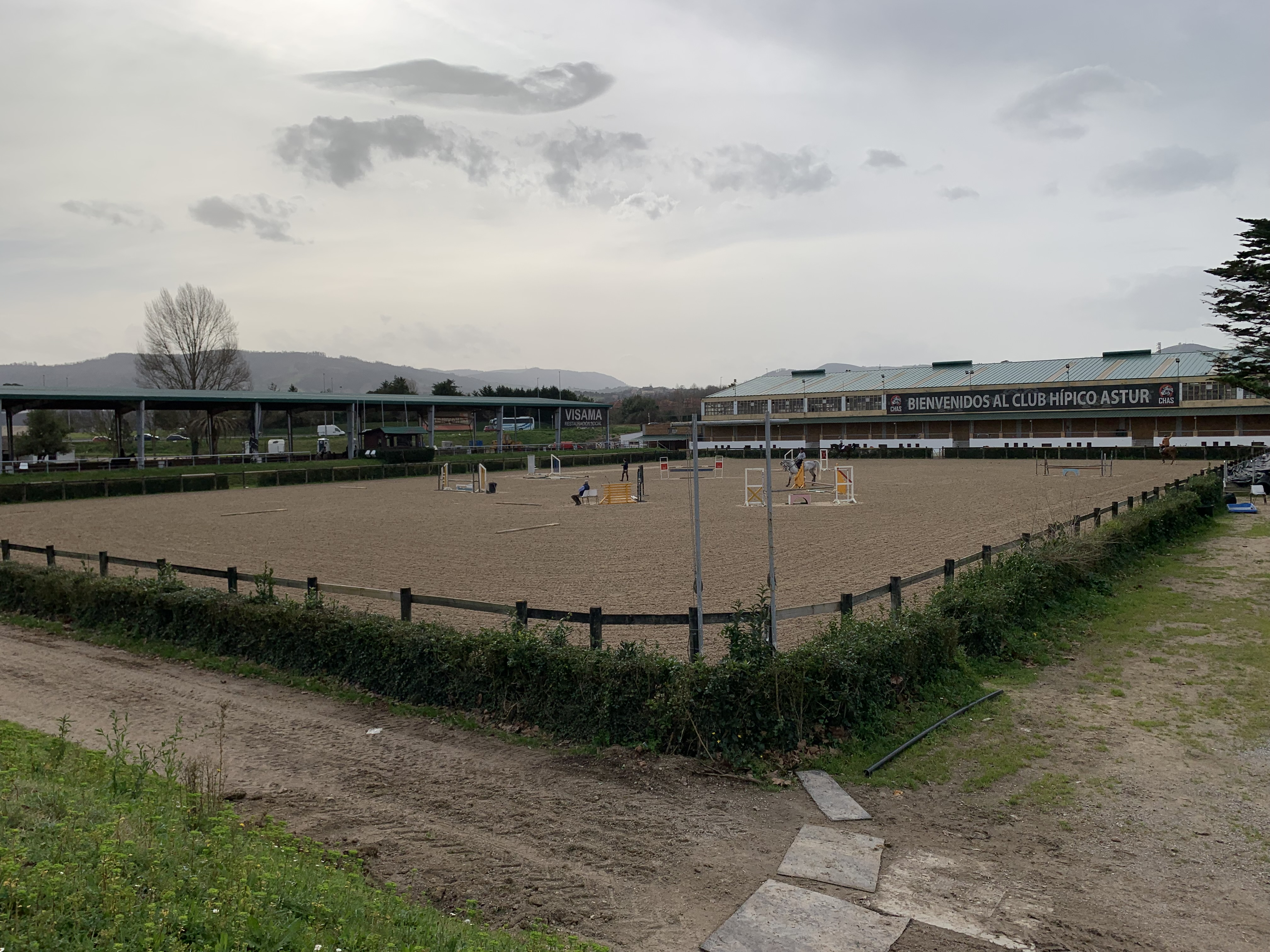
Vista parcial de la pista de arena de sílice, pista semicubierta y exterior del Picadero cubierto “Severino Canteli”.

El Club Hípico Astur (CHAS) es un club deportivo situado en Gijón (Asturias, España). Es el club hípico más importante de Asturias, por el número y nivel de competiciones organizadas, así como por los títulos obtenidos por sus jinetes y amazonas.

## Historia
El CHAS nace en el año 1965, como "Promociones Hípicas S.A.", en Tremañes. El 16 de agosto de 1970, D. Juan Carlos y Dña. Sofía, entonces Príncipes de España, inauguran las nuevas instalaciones al sur del Complejo Deportivo Las Mestas, en la parroquia de Bernueces.

## Secciones
- Equitación
- Pádel
- Tenis
- Tiro con arco

## Instalaciones Deportivas
- 144 Boxes de diferentes dimensiones repartidos en tres naves.
- Pista “Toubin&Clement” de arena de sílice dotada de sistema de riego subterráneo ebb&flow (Geolastic®) para entrenamientos y concursos (90m x 65m).
- Picadero cubierto “Severino Canteli” de arena geotextil y sistema de riego aéreo (60m x 30m).
- Pista semicubierta para entrenamientos (80m. x 25m).
- Pista exterior de arena para entrenamientos.
- 4 pistas de pádel cubiertas
- 1 pista de tenis
- piscinas
- galería de tiro para 20 tiradores
- local social con cafetería y restaurante
- guardería

## Jinetes
Juan Riva Francos ganó dos medallas de bronce en saltos por equipos en los Juegos Mediterráneos de 2001 y 2005, y otra en el Campeonato de España. Eduardo Pérez Pérez-Lastra fue campeón de España en 1981.

## Concursos
Desde 2020 organiza anualmente, en colaboración con el ayuntamiento de Gijón, el Gijón Horse Jumping, un circuito de concursos de saltos de obstáculos de categorías CSN3*, CSN4* y CSN5*, siendo el CSN5* uno de los concursos incluidos en la Liga Nacional de Saltos de la Real Federación Hípica Española.